# Nossa Senhora de Fátima (Lisboa)
Nossa Senhora de Fátima é uma parte da cidade e antiga freguesia portuguesa do município de Lisboa, com 1,91 km² de área e 15 283 habitantes (2011). Densidade: 8 001,6 hab/km².
Foi uma das 12 freguesias criadas pela reforma administrativa da cidade de Lisboa, de 7 de fevereiro de 1959, por desanexação da freguesia de São Sebastião da Pedreira.
Como consequência de nova reorganização administrativa, oficializada a 8 de novembro de 2012 e que entrou em vigor após as eleições autárquicas de 2013, foi determinada a extinção da freguesia, passando o seu território integralmente para a nova freguesia das Avenidas Novas, correspondendo esta última, com muito poucas diferenças, à freguesia de São Sebastião da Pedreira anterior a 1959.

## População
★ Freguesia criada pelo decreto-lei nº 42.142, de 07/02/1959
| 1960   | 1970   | 1981   | 1991   | 2001   | 2011   |
| 35 262 | 27 675 | 26 437 | 18 611 | 15 291 | 15 283 |

Grupos etários em 2001 e 2011			

|     | 0-14 anos    | 15-24 anos   | 25-64 anos   | 65 e + anos  |
| Hab | 1548 \| 1828 | 1926 \| 1566 | 7658 \| 7911 | 4159 \| 3978 |
| Var | +18%         | -19%         | +3%          | -4%          |

## Património
- Edifício na Avenida da República, nº 23 ou Prédio de Gaveto entre a Avenida da República, nº. 23 e a Avenida João Crisóstomo, nº 19
- Prédio na Avenida da República, nº97 a nº97-C
- Conjunto de edifícios na Avenida da República
- Edifício na Avenida da República, n.º 87
- Antiga Mansão dos Viscondes de Valmor, edifício na Avenida da República, n.ºs 38 a 38A, e na Avenida Visconde de Valmor, n.º 22
- Prédio na Avenida da República, nº89 a nº89A
- Edifício na Avenida de Berna, 1/1-A, e Avenida da República
- Igreja de Nossa Senhora de Fátima (Lisboa) ou Igreja de Nossa Senhora do Rosário de Fátima
- Edifício na Avenida 5 de Outubro, nº 36-40
- Edifício na Avenida da República, nº 15-15-B,  onde se encontra a Pastelaria Versailles
- Edifício na Avenida da República, nº 13, onde se encontra o Colégio Académico
- Casa da Moeda e Valores Selados
- Parque da Fundação Calouste Gulbenkian, incluindo a sede, o museu, o CAM e os jardins
- Praça de Touros do Campo Pequeno
- Palácio Galveias

## Arruamentos
A freguesia de Nossa Senhora de Fátima continha 76 arruamentos. Eram eles:
| - Avenida Álvaro Pais - Avenida António de Serpa - Avenida Barbosa du Bocage - Avenida Cinco de Outubro - Avenida Conde de Valbom - Avenida da República - Avenida das Forças Armadas - Avenida de António José de Almeida - Avenida de Berna - Avenida dos Combatentes - Avenida dos Defensores de Chaves - Avenida Duque d'Ávila - Avenida Elias Garcia - Avenida João Crisóstomo - Avenida Júlio Dinis - Avenida Marquês de Tomar - Avenida Miguel Bombarda - Avenida Poeta Mistral - Avenida Santos Dumont - Avenida Visconde de Valmor - Campo Pequeno - Estrada das Laranjeiras - Jardim Amélia Carvalheira - Jardim Jorge Luis Borges - Largo Azeredo Perdigão | - Largo José Luís Champalimaud - Praça de Espanha - Praça Nuno Gonçalves - Rua Actor Alves da Costa - Rua Adriano Correia de Oliveira - Rua Alberto de Sousa - Rua Alfredo Roque Gameiro - Rua Augusto Abelaira - Rua Cardeal Mercier - Rua Carlos Reis - Rua Chaby Pinheiro - Rua Cordeiro de Sousa - Rua Cristóvão de Figueiredo - Rua D. António Ferreira Gomes - Rua da Beneficência - Rua da Cruz Vermelha - Rua de Dom Luís de Noronha - Rua de Dona Filipa de Vilhena - Rua de Entrecampos - Rua Diogo de Macedo - Rua do Arco do Cego - Rua Domingos Monteiro - Rua Dr. Álvaro de Castro - Rua Dr. Eduardo Neves - Rua Dr. Silva Teles | - Rua Eiffel - Rua Falcão Trigoso - Rua Filipe da Mata - Rua Francisco de Holanda - Rua Francisco Lyon de Castro - Rua Francisco Tomás da Costa - Rua Frei Carlos - Rua General Leman - Rua Isidoro Viana - Rua Ivone Silva - Rua Jorge Afonso - Rua Julieta Ferrão - Rua Laura Alves - Rua Luciano Freire - Rua Marciano Henriques da Silva - Rua Mário Castelhano - Rua Mário Cesariny - Rua Marquês de Sá da Bandeira - Rua Portugal Durão - Rua Sanches Coelho - Rua Soeiro Pereira Gomes - Rua Sousa Lopes - Rua Tenente Espanca - Rua Tomás Cabreira - Rua Veloso Salgado - Travessa do Espírito Santo |